# Hydriomena ciniana
Hydriomena ciniana är en fjärilsart som beskrevs av William Schaus 1922. Hydriomena ciniana ingår i släktet Hydriomena och familjen mätare. Inga underarter finns listade i Catalogue of Life.